# Pleuroxia
Pleuroxia es un género de Gasterópodo de la familia Camaenidae.

## Especies
Este género contienen las siguientes especies:
- Pleuroxia arcigerens
- Pleuroxia hinsbyi
- Pleuroxia italowiana